# Paintings in Yellow
Paintings in Yellow – czwarty album studyjny niemieckiej wokalistki Sandry wydany w 1990 roku przez wytwórnię Virgin Records. Na albumie znalazł się jeden z największych hitów piosenkarki, „Hiroshima”.

## Ogólne informacje
Płytę wyprodukował ówczesny mąż Sandry, Michael Cretu, a materiał nagrano w domowym studio pary na Ibizie. Kompozycje zebrane na Paintings in Yellow odbiegały bardzo od poprzednich, dyskotekowych nagrań Sandry w stronę brzmienia bardziej eksperymentalnego i refleksyjnego. Album nawiązywał do muzyki grupy Enigma, założonej przez męża Sandry w tym samym roku, w którym ukazał się album, co słychać szczególnie w pięcioczęściowej kompozycji „The Journey”. Większość tekstów na Paintings in Yellow napisali Michael Cretu, Klaus Hirschburger oraz Frank Peterson, który był współproducentem projektu Enigma. Część piosenek poruszała poważniejsze tematy, jak traktujący o obronie praw zwierząt utwór „Johnny Wanna Live” oraz antywojenna „Hiroshima”, wydana jako pierwszy singel z płyty. Piosenka osiągnęła sukces na listach sprzedaży i stała się jednym z największych przebojów Sandry. Jako kolejne single wydano „(Life May Be) A Big Insanity” oraz balladę „One More Night”, jednak zdobyły one tylko średnią popularność. Album Paintings in Yellow okazał się kolejnym sukcesem Sandry i Michaela Cretu, docierając do top 10 list sprzedaży w Niemczech i Szwajcarii, a także do miejsca 12. na liście ogólnoeuropejskiej.

## Lista utworów
1. „Hiroshima” – 6:50
2. „(Life May Be) A Big Insanity” – 4:29
3. „Johnny Wanna Live” – 4:26
4. „Lovelight in Your Eyes” – 5:27
5. „One More Night” – 4:06
6. „The Skin I'm In” – 3:40
7. „Paintings in Yellow” – 5:50
8. „The Journey” – 7:27
A. „Cold Out Here”
B. „I'm Alive”
C. „Paintings”
D. „Come Alive”
E. „The End”
9. „Hiroshima” (Extended Club Mix) – 6:44

## Notowania
| Kraj i lista                | Pozycja |
| --------------------------- | ------- |
| Austria (Ö3 Austria Top 40) | 14      |
| Francja (SNEP)              | 13      |
| Niemcy (Media Control)      | 4       |
| Szwajcaria (Alben Top 100)  | 8       |
| Szwecja (Sverigetopplistan) | 30      |

## Certyfikaty
| Kraj           | Certyfikat      |
| -------------- | --------------- |
| Francja (SNEP) | złota płyta     |
| Niemcy (BVMI)  | złota płyta     |
| Szwajcaria     | platynowa płyta |